# Marie-Laure Gaillot
Marie-Laure Gaillot (Parigi, 3 aprile 1943) è un'ex nuotatrice francese.
Specializzata nello stile libero, ha partecipato ai Giochi di Roma 1960, gareggiando nei 100m sl e nella Staffetta 4x100m sl.